# 科学特捜BBR
『科学特捜BBR』（かがくとくそうボンボンボーイズリサーチ）は、取材原作・BBR調査団、作画・きむら繁による日本の漫画作品。

## 概要
2003年、『月刊コミックボンボン』本誌上で企画コーナー『BBR（ボンボン ボーイズ リサーチ）』がスタートした。読者の身の回りの不思議な事件・奇妙な噂などを募集する企画で、掲載者にはシリアルナンバー入りの会員証が送られ、更に5回掲載されると特製ツールが貰えるというものであった。この企画コーナーのカットは立迫文明が担当した。
この企画と連動して、きむら繁による漫画『科学特捜BBR』の連載が発表された。当初は6月号から連載開始と書かれていたが、遅れて10月号からの連載開始となった（遅れた理由については語られなかった）。それが本作品である。
その題名や内容、登場人物の名前などには、かつて講談社『週刊少年マガジン』で連載されていた漫画『MMR マガジンミステリー調査班』との共通点が存在するが、作中及び企画コーナーでは『MMR』との関連は特に触れられていない（ただし主人公の自室にキバヤシのポスターが貼られているコマはある）。「事実を元にしたフィクション」という触れ込みの『MMR』とは違い、「フィクション」と明言されている。
連載は4回で終了しており、企画コーナーも同時に終わっている。単行本化もされていない。最終回掲載号の目次コメントでは、きむらが自虐ネタとも取れるコメントを残していた。
きむらの実弟が自らのサイトで語ったところによると、ネット上では話題になったが子供達からのアンケートが良くなかったため打ち切られたのだという。

## あらすじ
『コミックボンボン』のBBR企画コーナーに熱心に投稿をしている3人の小学生キバ・テツ・アヤは、ある日講談社のボンボン編集部に招かれる。読者代表として各地に調査に赴く「BBR特捜メンバー」の試験を受けるためだ。首尾よく合格した3人であったが、その周囲に次々と不可解な出来事が起こり始める。

## 登場人物

### BBRメンバー
木場猛（きば たけし）
主人公。愛称は「キバ」。解明小学校5年3組。スポーツに興味はないが運動神経は抜群。常に帽子を被っている。突然暴れ出した同級生を問答無用で殴り倒したり、研究所に忍び込んで警備員を突き飛ばして気絶させるなど、その行動には力技が多い。
身の回りのことをすぐに超常現象に結びつける傾向がある。暗算も得意。
前田哲（まえだ てつ）
愛称は「テツ」。キバの同級生で、共に特捜メンバーに合格した太目の少年。動物に詳しく、動物博士の異名を持つ。心霊現象が苦手で、聞いただけで震え上がる。家は真言宗。
直江綾（なおえ あや）
愛称は「アヤ」。やはりキバの同級生で、特捜メンバーの紅一点となった。デジタル機器に詳しく、インターネットを使っての調査は彼女が担当する。デジタルカメラを常に携帯している。
ゲームオタクのいとこから借りたプログラム解析ソフト「アヤたんすぺしゃる」を操る。一度決めたら後には引かない性格。心霊現象は完全に否定する。
イケダ
BBRの企画を担当するコミックボンボン編集部員で、面長の男性。BBRの調査に指示を出す立場にあるが、作中ではキバの唱える仮説に驚かされ通しであった。
『MMR』に登場したイケダ・マサユキと同じ人物がモデルとなっているが、本作と『MMR』の世界観の繋がりが不明確であるため、同一人物と言えるかどうかは不明。
キバ達の行動を見て「若い頃を思い出す」と発言するシーンはあるが、かつて『MMR』が扱ったストランディング関係の人類滅亡説を知らない描写もあるため、結局どちらとも言い切れない。

### その他の登場人物
キバの姉
第1・3話に登場。セーラー服を着ているが、中学生か高校生かは不明。学校では生物部に所属しており、キバにウィルスについて教える。本名は不明。第3話では「キバ姉」と表記されている。
ウスミ所長（仮名）
第1・2話に登場。国立地球環境研究所の所長で、イケダに紹介される形でキバたちと面会した。眼鏡をかけている。
マスクの男
第1・2話に登場。マスクと帽子で顔を隠した長髪の男。キバ達を電話で呼び出し、地球環境研究所に関する数枚の写真を手渡した。
ウスミ所長によると、かつて不祥事を起こしてクビになった所員とのことだが、結局正体は明かされなかった。
タクヤ
第3・4話に登場。キバ達のクラスメートで大人しい少年だったが、あるゲームソフトをプレイして以来、不可解な行動を取るようになる。
実は超能力者としての素質があり、何者かに狙われていた。
世界を救う勇者
最終回に登場。催眠状態に陥ったタクヤを迎えに来た謎の人物。奇妙な仮面を付けたスーツ姿の長身の男で、超能力の素質を持った子供たちを集め、ある計画に利用しようとしていた。
キバ達に追い詰められ、ビルの屋上から飛び降りたが、仮面のみを残して姿を消した。

## BBRギア
特捜メンバーとなったキバたちに、イケダから送られた特捜アイテム。アタッシュケースに収納されている。
ナンバー2 ナイトビジョンゴーグル
第2話で3人が使用。ヘッドギアタイプのゴーグルで、ライト機能とデジタルカメラとしての機能を持つ。なおキバのみ、サイドバックの付いたベルトも同時に装備していたが、こちらについての説明は特に無かった。
ナンバー8 ドアアラーム
同じく第2話で使用。光を感知すると、ナイトビジョンゴーグルのヘッドホンにアラームで知らせてくれる。
ナンバー10 サウンドアナライザー
第3話で登場。どんな小さな音でも録音・分析できる。
BBRスリンガー
ナンバー不明。最終回でキバが使用したパチンコ。